# AMC Networks International Zone
AMC Networks International Zone ging am 8. Juli 2014 aus Chello Zone hervor. Das Medienunternehmen ist ein Tochterunternehmen von AMC Networks International.
Es betreibt unter anderem mehrere PayTV-Sender.

## PayTV-Sender von AMC Networks International Zone (Auswahl)
- AMC (Europe)
- CBS Action (joint venture mit CBS Studios International)
- CBS Drama (joint venture mit CBS Studios International)
- CBS Europa (joint venture mit CBS Studios International)
- CBS Reality (joint venture mit CBS Studios International)
  - CBS Reality +1 (joint venture mit CBS Studios International)
- Extreme Sports Channel
- Horror Channel (joint venture mit CBS Studios International)
  - Horror Channel +1 (joint venture mit CBS Studios International)
- JimJam (joint venture mit HiT Entertainment)
- MGM Channel (Europe)[2]
- Outdoor Channel (joint venture with Outdoor Channel Holdings Inc.)
- Sundance Channel